# 가야 공항
가야 공항(영어: Gaya Airport) 또는 보드가야 공항(영어: Bodhgaya Airport)은 인도 비하르주 가야에 있는 공항이다. 가야에서 남서쪽 12km, 석가모니의 계몽지인 부다가야 신전에서 5km 떨어져 있고, 비하르주에 있는 유일한 공항이다. 태국, 미얀마, 부탄, 베트남, 스리랑카, 일본, 그리고 전 세계에서 가장 신성한 불교 순례지로 가는 관문으로 순례 항공편을 운영하고 있다.

## 운항 노선
| 항공사             | 목적지                                                                                           |
| ------------------ | ------------------------------------------------------------------------------------------------ |
| 에어 인디아        | 델리, 콜카타, 바라나시 계절편: 양곤                                                              |
| 부탄 항공          | 계절편: 방콕 (수완나품), 파로                                                                    |
| 드루크 에어        | 계절편: 방콕 (수완나품), 파로                                                                    |
| 인디고 항공        | 뱅갈로르 (2021년 4월 26일 취항 예정), 델리, 콜카타 (2021년 3월 28일 취항 예정), 뭄바이, 바라나시 |
| 미얀마 국제항공    | 계절편: 만달레이, 양곤                                                                           |
| 미얀마 내셔널 항공 | 계절편: 양곤                                                                                     |
| 타이 에어아시아    | 계절편: 방콕 (돈므앙)                                                                            |
| 타이 스마일 항공   | 계절편: 방콕 (수완나품), 바라나시                                                                |